# Digitaria duthieana
Digitaria duthieana là một loài thực vật có hoa trong họ Hòa thảo. Loài này được Henrard ex Bor mô tả khoa học đầu tiên năm 1953.